# Enicospilus hunanicus
Enicospilus hunanicus là một loài tò vò trong họ Ichneumonidae.